# Pojilo br. 3 (1967.)
Pojilo br. 3, američka vestern komedija iz 1967. godine. Smatra ju se komičnim remakeom vesterna Dobar, loš, zao iz 1966. godine.

## Sažetak
Profesionalni kockar ubio je konfederacijskog vojnika i zatim je pronašao zemljovid na kojem je upisano mjesto u pustinji na kojem je zakopano ukradeno vojno zlato. Planira otkopati to zlato, no za tim blagom tragaju i drugi.